# Полтавська сільська рада (Первомайський район)
Полта́вська сільська́ ра́да — орган місцевого самоврядування в Первомайському районі Миколаївської області. Адміністративний центр — село Полтавка.

## Загальні відомості
- Населення ради: 881 особа (станом на 2001 рік)

## Населені пункти
Сільській раді підпорядковані населені пункти:
- с. Полтавка
- с. Новоандріївка
- с. Старі Кошари

## Склад ради
Рада складається з 14 депутатів та голови.
- Голова ради: Голоборотько Людмила Григорівна
- Секретар ради: Безбах Ольга Василівна

### Керівний склад попередніх скликань
| Прізвище, ім'я, по батькові     | Основні відомості                                                                       | Дата обрання | Дата звільнення |
| ------------------------------- | --------------------------------------------------------------------------------------- | ------------ | --------------- |
| Голобородько Людмила Григорівна | Сільський голова, 1961 року народження, позапартійна                                    | 26.03.2006   | 31.10.2010      |
| Голоборотько Людмила Григорівна | Сільський голова, 1961 року народження, освіта середня спеціальна, член Партії регіонів | 31.10.2010   |                 |

Примітка: таблиця складена за даними сайту Верховної Ради України

### Депутати
За результатами місцевих виборів 2010 року депутатами ради стали:

#### За суб'єктами висування
| Суб'єкт висування           | Кількість обраних депутатів | %    |
| --------------------------- | --------------------------- | ---- |
| Партія регіонів             | 6                           | 42,9 |
| Комуністична партія України | 4                           | 28,6 |
| Самовисування               | 4                           | 28,6 |

#### За округами
| № округу                    | Прізвище, ім'я, по батькові      | Дата визнання обраним | Освіта             | Партійна приналежність                        | Відомості про обраного депутата                   |
| --------------------------- | -------------------------------- | --------------------- | ------------------ | --------------------------------------------- | ------------------------------------------------- |
| Комуністична партія України |                                  |                       |                    |                                               |                                                   |
| 8                           | Поліщук Анатолій Володимирович   | 02.11.2010            | вища               | член Комуністичної партії України             | одноосібник                                       |
| 10                          | Ковальчук Григорій Володимирович | 02.11.2010            | середня            | член Комуністичної партії України             | тимчасово не працює                               |
| 13                          | Дарієнко Тетяна Леонідівна       | 02.11.2010            | середня            | член Комуністичної партії України             | тимчасово не працює                               |
| 14                          | Матковський Олексій Миколайович  | 02.11.2010            | середня            | член Комуністичної партії України             | тимчасово не працює                               |
| Партія регіонів             |                                  |                       |                    |                                               |                                                   |
| 1                           | Шевчук Тетяна Павлівна           | 02.11.2010            | вища               | член Партії регіонів                          | Полтавська сільська рада, секретар                |
| 2                           | Олексюк Валентина Іванівна       | 02.11.2010            | середня            | член Партії регіонів                          | підприємець                                       |
| 3                           | Жук Олександр Олександрович      | 02.11.2010            | середня            | член Партії регіонів                          | пенсіонер                                         |
| 6                           | Бачинська Олена Миколаївна       | 02.11.2010            | вища               | член Партії регіонів                          | Полтавська загальноосвітня школа, вчитель         |
| 7                           | Безбах Ольга Василівна           | 02.11.2010            | середня спеціальна | член Партії регіонів                          | ДНЗ «Малятко», вихователь                         |
| 12                          | Лосев Олександр Миколайович      | 02.11.2010            | середня            | член Партії регіонів                          | тимчасово не працює                               |
| Самовисування               |                                  |                       |                    |                                               |                                                   |
| 4                           | Іванова Наталія Григорівна       | 02.11.2010            | середня            | член Всеукраїнського об'єднання «Батьківщина» | тимчасово не працює                               |
| 5                           | Кравцов Андрій Володимирович     | 02.11.2010            | вища               | позапартійний                                 | фельдшерсько-акушерський пункт, молодша медсестра |
| 9                           | Іванов Віктор Іванович           | 02.11.2010            | вища               | член Всеукраїнського об'єднання «Батьківщина» | Укртелеком, електромеханік                        |
| 11                          | Полос Ігор Леонідович            | 02.11.2010            | середня            | позапартійний                                 | тимчасово не працює                               |